# Мраович, Симо
Симо Мраович (хорв. Simo Mraović, серб. Симо Мраовић 30 марта 1966 Кутина, СФРЮ, теперь Хорватия — 16 декабря 2008, Загреб, Хорватия) — хорватский (по происхождению серб) писатель и поэт младшего поколения хорватской литературы, журналист и общественный деятель.

## Жизнеописание
Родился в 1966 году в городе Кутина (ныне Хорватия). Окончил философский факультет Загребского университета по специальностям «философия, русский язык и литература, хорватский язык и литература».
Работал журналистом в различных газетах и на телевидении. Автор сборников стихов «Сезон яда» (1986), «Римлянам хватает милосердия» (1990), «На земле тень» (1994), «Между губами» (1997), «Спокойной ночи, Гарбо» (2001), «Гмюнд» (2004). Опубликовал ряд рассказов, эссе и критических статей. Его произведения вошли в различные антологии хорватской литературы, переводились на многие европейские языки.
Известный хорватский литературовед Влахо Богишич характеризует стилистику Мраовича следующим образом:
Его [Симо Мраовича] литературный мир подвержен нюансам и тихому нанизыванию слов, но богат внутренними аккордами.
Писатель является автором довольно нашумевшего в Хорватии романа «Константин Богобоязний» 2002 года.
Жил в Загребе как свободный художник. Был членом шведского ПЕН-клуба.
Умер в 2008 году в Загребе.